# Virginia Slims Championships 1984 - Doppio
Il doppio del torneo di tennis Virginia Slims Championships 1984, facente parte del Virginia Slims World Championship Series 1984, ha avuto come vincitrici Martina Navrátilová e Pam Shriver che hanno battuto in finale Jo Durie e Ann Kiyomura-Hayashi con il punteggio di 6–3, 6–1.

## Teste di serie
1. Martina Navrátilová /  Pam Shriver (Campionesse)
2. Billie Jean King /  Sharon Walsh-Pete (semifinali)

1. Rosalyn Nideffer /  Candy Reynolds (semifinali)
2. Kathy Jordan /  Anne Smith (quarti di finale)

## Tabellone

### Legenda
| - Q = Qualificato - WC = Wild card - LL = Lucky loser | - ALT = Alternate - SE = Special Exempt - PR = Protected Ranking | - w/o = Walkover - r = Ritirato - d = Squalificato |

|  | Primo turno | Primo turno                        | Primo turno                     | Primo turno | Primo turno |  |  | Semifinali | Semifinali                         | Semifinali                         | Semifinali                    | Semifinali                    |   |   | Finale | Finale                          | Finale                          | Finale | Finale |  |
|  |             |                                    |                                 |             |             |  |  |            |                                    |                                    |                               |                               |   |   |        |                                 |                                 |        |        |  |
|  | 1           | Martina Navrátilová Pam Shriver    | Martina Navrátilová Pam Shriver | 6           | 6           |  |  |            |                                    |                                    |                               |                               |   |   |        |                                 |                                 |        |        |  |
|  |             | Lea Antonoplis Barbara Jordan      | Lea Antonoplis Barbara Jordan   | 3           | 0           |  |  | 1          | Martina Navrátilová Pam Shriver    | Martina Navrátilová Pam Shriver    | 6                             | 6                             |   |   |        |                                 |                                 |        |        |  |
|  | 3           | Rosalyn Nideffer Candy Reynolds    | Rosalyn Nideffer Candy Reynolds | 6           | 7           |  |  | 3          | Rosalyn Nideffer Candy Reynolds    | Rosalyn Nideffer Candy Reynolds    | 4                             | 2                             |   |   |        |                                 |                                 |        |        |  |
|  |             | Chris O'Neil Pam Whytcross         | Chris O'Neil Pam Whytcross      | 2           | 6           |  |  |            |                                    |                                    |                               |                               |   |   | 1      | Martina Navrátilová Pam Shriver | Martina Navrátilová Pam Shriver | 6      | 6      |  |
|  |             | Jo Durie Ann Kiyomura-Hayashi      | Jo Durie Ann Kiyomura-Hayashi   | 7           | 6           |  |  |            |                                    |                                    | Jo Durie Ann Kiyomura-Hayashi | Jo Durie Ann Kiyomura-Hayashi | 3 | 1 |        |                                 |                                 |        |        |  |
|  | 4           | Kathy Jordan Anne Smith            | Kathy Jordan Anne Smith         | 5           | 3           |  |  |            | Jo Durie Ann Kiyomura-Hayashi      | Jo Durie Ann Kiyomura-Hayashi      | 6                             | 7                             |   |   |        |                                 |                                 |        |        |  |
|  | 2           | Billie Jean King Sharon Walsh-Pete | 7                               | 4           | 6           |  |  | 2          | Billie Jean King Sharon Walsh-Pete | Billie Jean King Sharon Walsh-Pete | 3                             | 5                             |   |   |        |                                 |                                 |        |        |  |
|  |             | Rosie Casals Wendy Turnbull        | 6                               | 6           | 3           |  |  |            |                                    |                                    |                               |                               |   |   |        |                                 |                                 |        |        |  |